# Без вины виноватые (фильм, 2008)
«Без вины виноватые» — российский двухсерийный телевизионный фильм 2008 года, экранизация одноимённой пьесы А. Н. Островского.

## Краткое содержание
Спустя двадцать лет в провинциальный городок приезжает на гастроли известная актриса Елена Ивановна Кручинина, покинувшая когда-то эти места после того, как ей объявили о смерти её пятилетнего сына, а муж ушёл к богатой девице, на которой впоследствии женился.
В городке ей встречается талантливый и бесшабашный молодой актёр Григорий Незнамов, которому она хочет помочь. В то же время она узнаёт, что её сын выздоровел и был отдан в бездетную семью.
Богатый покровитель изящных искусств Нил Стратоныч Дудукин приглашает на приём весь высший свет города и актёров местного театра. Там и должна разъясниться главная интрига.

## В ролях
- Инна Чурикова — Кручинина Елена Ивановна, известная актриса
- Иван Панфилов — Григорий Незнамов
- Олег Янковский — Григорий Львович Муров
- Виктор Сухоруков — Шмага
- Альберт Филозов — Нил Стратоныч Дудукин, богатый барин
- Дмитрий Певцов — Петя Миловзоров
- Амалия Мордвинова — Нина Павловна Коринкина
- Мария Шукшина — Таиса Ильинишна Шелавина, девица, товарка Кручининой
- Тамара Цыганова — Глаша, юродивая
- Андрей Харыбин — директор театра
- Вадим Померанцев — предводитель купечества
- Валерий Хромушкин — врач
- Ёла Санько — Арина Галчиха
- Яна Есипович — Аннушка
- Сергей Баталов — Иван, слуга
- Владимир Денисов — эпизод
- Всеволод Хованский-Померанцев — эпизод
- Леонид Броневой — Мендельсон

## Съёмочная группа
- Режиссёр: Глеб Панфилов
- Автор сценария: Глеб Панфилов
- Оператор: Михаил Агранович
- Художник-постановщик: Анатолий Панфилов
- Звукорежиссёр: Ян Потоцкий

## DVD
- Фильм был выпущен в сокращённой версии на DVD, в которую не попали эпизоды с участием Шукшиной и Броневого.